# Liste des médaillés aux Jeux olympiques d'hiver de 1948
Les Jeux olympiques d'hiver de 1948 se sont déroulés à Saint-Moritz, en Suisse, du 30 janvier au 8 février 1948.

## Bobsleigh
| Épreuves       | Or                                                                    | Argent                                                                 | Bronze                                                              |
| -------------- | --------------------------------------------------------------------- | ---------------------------------------------------------------------- | ------------------------------------------------------------------- |
| Bob à deux H   | Suisse Felix Endrich Friedrich Waller                                 | Suisse Fritz Feierabend Paul Eberhard                                  | États-Unis Fred Fortune Schuyler Carron                             |
| Bob à quatre H | États-Unis Francis Tyler Patrick Martin Edward Rimkus William D'Amico | Belgique Max Houben Freddy Mansveld Louis-Georges Niels Jacques Mouvet | États-Unis James Bickford Thomas Hicks Donald Dupree William Dupree |

## Combiné nordique
| Épreuves   | Or          | Argent         | Bronze          |
| ---------- | ----------- | -------------- | --------------- |
| Individuel | Heikki Hasu | Martti Huhtala | Sven Israelsson |

## Hockey sur glace
| Équipe | |
| Or     | Canada Murray Dowey Frank Dunster Jean Gravelle Patrick Guzzo Wally Halder Ted Hibberd Henri-André Laperrière Louis Lecompte George Mara Albert Renaud Reg Schroeter Irving Taylor |
| Argent | Tchécoslovaquie Vladimir Bouzek Gustav Bubnik Jaroslav Drobný Premysl Hajny Zdenek Jarkovsky Vladimir Kobranov Stanislav Konopásek Bohumil Modry Miloslav Pokorny Vaclav Rozinak Miroslav Slama Karel Stibor Vilibald Stovik Ladislav Troják Josef Trousilek Oldřich Zábrodský Vladimir Zabrodsky |
| bronze | Suisse Hans Bänninger Alfred Bieler Heinrich Boller Ferdinand Cattini Hans Cattini Hans Dürst Walter Paul Dürst Emil Handschin Heini Lohrer Werner Lohrer Reto Perl Gebhard Poltera Ulrich Poltera Beat Rüedi Otto Schubiger Richard Torriani Hans Trepp                                          |

## Patinage artistique
| Épreuves | Or                                          | Argent                              | Bronze                                       |
| -------- | ------------------------------------------- | ----------------------------------- | -------------------------------------------- |
| Hommes   | Dick Button États-Unis                      | Hans Gerschwiler Suisse             | Edi Rada Autriche                            |
| Femmes   | Barbara Ann Scott Canada                    | Eva Pawlik Autriche                 | Jeannette Altwegg Royaume-Uni                |
| Couples  | Micheline Lannoy / Pierre Baugniet Belgique | Andrea Kékessy / Ede Király Hongrie | Suzanne Morrow / Wallace Diestelmeyer Canada |

## Patinage de vitesse
| Épreuves | Or             | Argent                                              | Bronze        |
| -------- | -------------- | --------------------------------------------------- | ------------- |
| 500 m    | Finn Helgesen  | Robert Fitzgerald Kenneth Barthelomew Thomas Byberg |               |
| 1 500 m  | Sverre Farstad | Åke Seyffarth                                       | Odd Lundberg  |
| 5 000 m  | Reidar Liaklev | Odd Lundberg                                        | Göthe Hedlund |
| 10 000 m | Åke Seyffarth  | Lauri Parkkinen                                     | Pentti Lammio |

## Saut à ski
| Épreuves         | Or              | Argent      | Bronze               |
| ---------------- | --------------- | ----------- | -------------------- |
| Petit tremplin H | Petter Hugstedt | Birger Ruud | Thorleif Schjelderup |

## Ski alpin
| Épreuves        | Or                     | Argent                 | Bronze                                |
| --------------- | ---------------------- | ---------------------- | ------------------------------------- |
| Descente hommes | Henri Oreiller (FRA)   | Franz Gabl (AUT)       | Karl Molitor (SUI) Rolf Olinger (SUI) |
| Slalom hommes   | Edi Reinalter (SUI)    | James Couttet (FRA)    | Henri Oreiller (FRA)                  |
| Combiné hommes  | Henri Oreiller (FRA)   | Karl Molitor (SUI)     | James Couttet (FRA)                   |
| Descente femmes | Hedy Schlunegger (SUI) | Trude Beiser (AUT)     | Resi Hammerer (AUT)                   |
| Slalom femmes   | Gretchen Fraser (USA)  | Antoinette Meyer (SUI) | Erika Mahringer (AUT)                 |
| Combiné femmes  | Trude Beiser (AUT)     | Gretchen Fraser (USA)  | Erika Mahringer (AUT)                 |

## Ski de fond
| Épreuves         | Or                                                              | Argent                                                               | Bronze                                                     |
| ---------------- | --------------------------------------------------------------- | -------------------------------------------------------------------- | ---------------------------------------------------------- |
| 18 km H          | Martin Lundström                                                | Nils Östensson                                                       | Gunnar Eriksson                                            |
| 50 km            | Nils Karlsson                                                   | Harald Eriksson                                                      | Benjamin Vanninen                                          |
| relais 4 × 10 km | Suède Nils Östensson Nils Täpp Gunnar Eriksson Martin Lundström | Finlande Lauri Silvennoinen Teuvo Laukkanen Sauli Rytky August Kiuru | Norvège Erling Evensen Olav Økern Reidar Nyborg Olav Hagen |

## Skeleton
| Épreuves   | Or          | Argent      | Bronze        |
| ---------- | ----------- | ----------- | ------------- |
| Individuel | Nino Bibbia | John Heaton | John Crammond |

## Athlètes les plus médaillés
| Rang | Athlète                | Sport               | Or | Argent | Bronze | Total |
| 1    | Henri Oreiller (FRA)   | Ski alpin           | 2  | 0      | 1      | 3     |
| 2    | Martin Lundström (SWE) | Ski de fond         | 2  | 0      | 0      | 2     |
| 3    | Nils Östensson (SWE)   | Ski de fond         | 1  | 1      | 0      | 2     |
| 3    | Trude Beiser (AUT)     | Ski alpin           | 1  | 1      | 0      | 2     |
| 3    | Gretchen Fraser (USA)  | Ski alpin           | 1  | 1      | 0      | 2     |
| 3    | Åke Seyffarth (SWE)    | Patinage de vitesse | 1  | 1      | 0      | 2     |

## Sports de démonstration

### Patrouille militaire
| Épreuves    | Or                                                                              | Argent                                                            | Bronze                                                                  |
| ----------- | ------------------------------------------------------------------------------- | ----------------------------------------------------------------- | ----------------------------------------------------------------------- |
| Par équipes | Suisse Robert Zurbriggen Hienrich Zurbriggen Vital Vouardoux Arnold Andenmatten | Finlande Eero Naapuri Vilho Ylönen Mikko Merilainen Tauno Honkana | Suède Edor Hjukstroem Holger Borgh Karl Gustov Ljungquist Fride Larssen |

### Pentathlon d'hiver
| Épreuves | Or                | Argent       | Bronze            |
| -------- | ----------------- | ------------ | ----------------- |
| Pays     | Gustaf Lindh (en) | William Grut | Bertil Haase (en) |